# Fujia, Sichuan
Fujia (kinesiska: 傅家) är en sockenhuvudort i Kina. Den ligger i provinsen Sichuan, i den sydvästra delen av landet, omkring 300 kilometer nordost om provinshuvudstaden Chengdu. Antalet invånare är 8 443. Befolkningen består av 4 298 kvinnor och 4 145 män. Barn under 15 år utgör 23,0 %, vuxna 15-64 år 65 %, och äldre över 65 år 10,0 %.
Runt Fujia är det tätbefolkat, med 319 invånare per kvadratkilometer. Närmaste större samhälle är Mumen, 15,4 km väster om Fujia. I omgivningarna runt Fujia växer i huvudsak blandskog.
Genomsnittlig årsnederbörd är 1 375 millimeter. Den regnigaste månaden är juli, med i genomsnitt 309 mm nederbörd, och den torraste är december, med 3 mm nederbörd.